# Jakub Olewiński
Jakub Olewiński herbu Samson – podstoli kamieniecki w latach 1691-1697, cześnik latyczowski w latach 1682-1691, rotmistrz królewski, sędzia kapturowy ziemi lwowskiej w 1696 roku.
Był elektorem Augusta II Mocnego z ziemi lwowskiej i przemyskiej w 1697 roku.